# María E. Múlgura de Romero
María E. Múlgura de Romero ( 1943 - ) es una botánica, curadora, profesora, exploradora argentina. Es doctora en Ciencias Biológicas. Desarrolla actividades académicas en el "Instituto de Botánica", del Instituto de Botánica Darwinion (IBODA) y del CONICET.
Ha realizado expediciones botánicas a Argentina, Brasil, Paraguay.

## Algunas publicaciones
- alicia d. Rotman, maría e. Múlgura de Romero. 2010. Novedades nomenclaturales en los géneros Lippia y Lantana (Verbenaceaen). Darwiniana 48 ( 1 ) : 97-99

- paola Peralta, m.e. Múlgura de Romero, s. Denham, silvia Botta. 2008. Revisión del género Junellia (Verbenaceae). Annals of the Missouri Botanical Garden 95: 338-390

- silvia Denham, maría e. Múlgura de Romero, alberto Slanis, eva Bulacio. 2006. Lippia integrifolia versus L. boliviana (Verbenaceae). Darwiniana 44 ( 2 ): 363-374 en línea

- Fernando Biganzoli & María E. Múlgura de Romero. 2004. Inventario Florístico del Parque Provincial Teyú Cuaré y alrededores (Misiones, Argentina). Darwiniana 42 ( 1-4): 1-24

- susana Martínez, maría e. Múlgura de Romero. 2003. The taxonomic position of Parodianthus (Verbenaceae): a morphological survey of the gynoecium and inflorescence. Kew Bull. 58 ( 4): 40-49

- maría e. Múlgura de Romero. 2000. Las especies de Lippia L. sect. Dioicolippia Tronc. (Verbenaceae). Candollea 55: 227-254

- ------------------------------------. 1992. Malpighiaceae Juss. Vol. 1, N.º 11 de Aportes botánicos de Salta: Serie Flora. Herbario MCNS, Facultad de Ciencias Naturales, Universidad Nacional de Salta. 11 pp.

### Libros y capítulos
- maría e. Múlgura de Romero, s. Atkins, f. França, n. O’Leary, p. Peralta, a. Rotman. 2008. Verbenáceas. En F.O. Zuloaga, O. Morrone & M.J. Belgrano (eds.) Catálogo de las plantas vasculares de América del Sur subtropical y templada. Monographs in Systematic Botany from the Missouri Bot. Garden 107: 3101-3151

- ------------------------------------, ---------------, a.d. Rotman. 2003. Verbenaceae, parte I. Subfamilia I. Verbenoideae, parte 1. Tribu II. Parte A. En A. T. Hunziker (ed.), Flora Fanerogámica Argentina 84 : 1-46. Córdoba. Programa PROFLORA-CONICET

- ------------------------------------. 2003. Lippia. En Múlgura de Romero, M. E., A. D. Rotman & S. Atkins., Verbenaceae, tribu Lantaneae. En A. M. Anton & F. O. Zuloaga (eds.), Flora Fanerogámica Argentina 84: 21-40

- elías Landolt, marta e. Astegiano, ana maría Anton, h.e. Connor, luis m. Bernardello, maría e. Múlgura de Romero, julián a. Cámara Hernández, gloria e. Barboza, maría de los ángeles Negritto, susana Freire, l. Katinas, e. Urtubey. 1994. Flora fanerogámica argentina. Fasc. 22-31. Buenos Aires, Estudio Sigma.

## Honores
Miembro de
- Federación Argentina de Mujeres Universitarias - FAMU
- Sociedad Argentina de Botánica

- La abreviatura «Múlgura» se emplea para indicar a María E. Múlgura de Romero como autoridad en la descripción y clasificación científica de los vegetales.[2]